# Marcel Schäfer
Marcel Schäfer (nascut el 7 de juny del 1984 a Aschaffenburg) és un futbolista alemany que juga pel VfL Wolfsburg.

## Carrera internacional
Va fer el seu debut internacional amb selecció alemanya el 19 de novembre del 2008 en un amistós contra Anglaterra.

## Palmarès
- Bundesliga: 2009